# Dricksglas

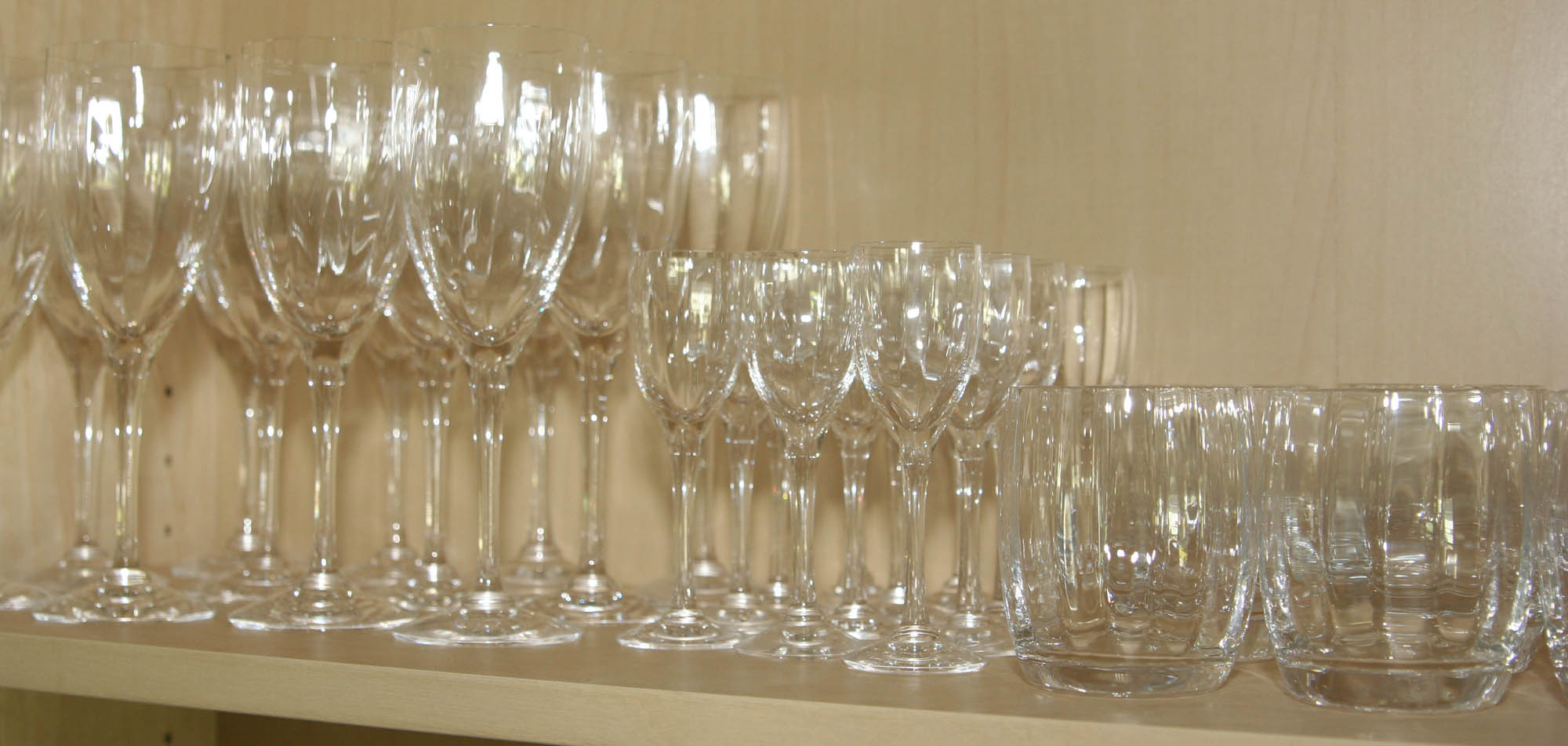
Glasserien Optica från Orrefors är ett exempel på servisglas

Dricksglas är de glas som används som dryckeskärl tillverkade av glas, kristallglas eller plast. Dricksglas till bordsserviser, så kallade servisglas, är inte tillverkade av plast.
Glas av olika storlek och med olika mängd vatten i används ibland även som musikinstrument genom att gnida runt kanterna med blöta fingrar eller genom att slå på dem med en sked eller dylikt som på klockor.

## Typer av glas
- Cocktailglas
- Vinglas
- Champagneglas
- Whiskyglas
- Punschkopp
- Cognacsglas